# 八街站
八街站（日语：／ Yachimata eki */?）是一個位於日本千葉縣八街市八街ほ，屬於東日本旅客鐵道（JR東日本）總武本線的鐵路車站。
此站是八街市的中心站，包括特急「潮騷」等通過此站的定期旅客列車全部停靠。而當八街－佐倉間或是八街－成東間發生事故等無法通過時會以此站為終點。

## 地名與站名的由來
獲得明治新政府批准後小金牧與佐倉牧開始進行開墾，開墾地根據開墾順序編配地名。八街為第8個。除八街以外還有初富（鎌谷市）、二和、三咲（船橋市）、豐四季（柏市）、五香（松戶市）、六實（松戶市）、七榮（富里市）、九美上（香取市）、十倉（富里市）、十余一（白井市）、十余二（柏市）、十余三（成田市、多古町）。
同樣由來的站名有初富站、二和向台站、三咲站（新京成電鐵新京成線）、豐四季站（東武鐵道野田線）、五香站（新京成電鐵線）、六實站（東武野田線）。

## 車站構造
側式月台1面1線與北口側島式月台1面2線，合計2面3線的地面車站，設有跨站式站房。現在的站舍於2004年（平成16年）4月完工，設有無障礙通行設備。站舍的設計為曲線形與八街市的「八」，並以八街市的特產花生作為主題。
廁所有閘口內大堂、南口與北口樓梯下合共3個，全部附設多機能廁所，男女分開的抽水馬桶。舊站舍的廁所設於與站舍分開的1號月台上，男女共用的旱廁，而站前廣場東端則設有男女分開的抽水馬桶（到平成初期仍為男女分開旱廁），新站舍完工後拆去，不復存在。

### 月台配置

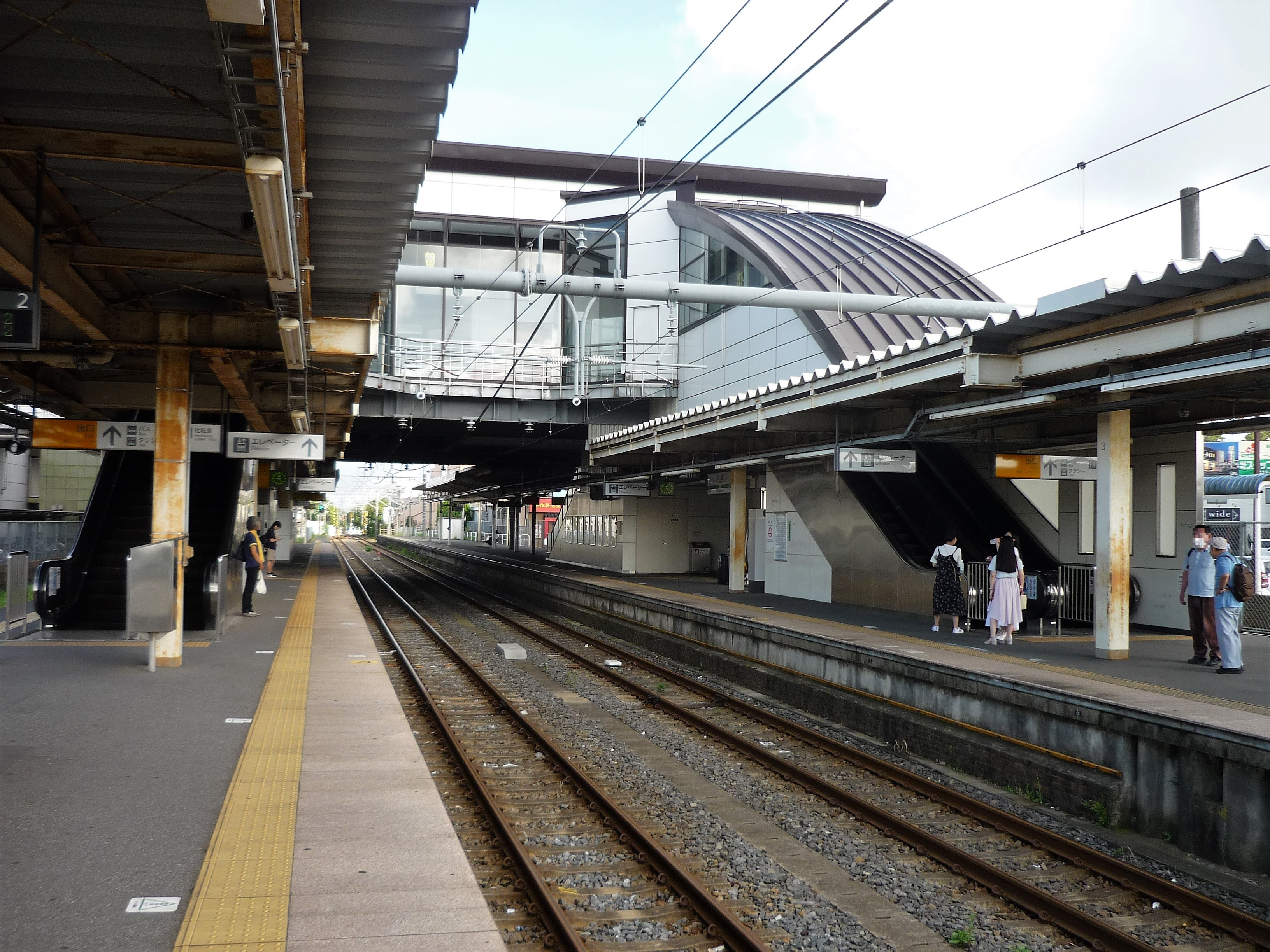
月台（2018年7月）

| 月台 | 路線      | 方向 | 目的地         |
| ---- | --------- | ---- | -------------- |
| 1    | ■總武本線 | 上行 | 佐倉、千葉方向 |
| 2、3 | ■總武本線 | 下行 | 成東、銚子方向 |

（來源：JR東日本:車站構內圖 （页面存档备份，存于））
- 月台（2018年7月）

## 使用情況
2019年（令和元年）度1日平均上車人次為5,563人。
近年的1日平均上車人次推移如下表。
| 年度               | 1日平均 上車人次 | 來源     |
| ------------------ | ---------------- | -------- |
| 1990年（平成02年） | 5,717            | [ * 1 ]  |
| 1991年（平成03年） | 6,418            | [ * 2 ]  |
| 1992年（平成04年） | 6,798            | [ * 3 ]  |
| 1993年（平成05年） | 7,111            | [ * 4 ]  |
| 1994年（平成06年） | 7,400            | [ * 5 ]  |
| 1995年（平成07年） | 7,487            | [ * 6 ]  |
| 1996年（平成08年） | 7,501            | [ * 7 ]  |
| 1997年（平成09年） | 7,281            | [ * 8 ]  |
| 1998年（平成10年） | 7,144            | [ * 9 ]  |
| 1999年（平成11年） | 7,047            | [ * 10 ] |
| 2000年（平成12年） | 7,018            | [ * 11 ] |
| 2001年（平成13年） | 6,923            | [ * 12 ] |
| 2002年（平成14年） | 6,753            | [ * 13 ] |
| 2003年（平成15年） | 6,614            | [ * 14 ] |
| 2004年（平成16年） | 6,556            | [ * 15 ] |
| 2005年（平成17年） | 6,547            | [ * 16 ] |
| 2006年（平成18年） | 6,599            | [ * 17 ] |
| 2007年（平成19年） | 6,596            | [ * 18 ] |
| 2008年（平成20年） | 6,549            | [ * 19 ] |
| 2009年（平成21年） | 6,338            | [ * 20 ] |
| 2010年（平成22年） | 6,242            | [ * 21 ] |
| 2011年（平成23年） | 6,126            | [ * 22 ] |
| 2012年（平成24年） | 6,203            | [ * 23 ] |
| 2013年（平成25年） | 6,287            | [ * 24 ] |
| 2014年（平成26年） | 6,104            | [ * 25 ] |
| 2015年（平成27年） | 6,077            | [ * 26 ] |
| 2016年（平成28年） | 5,960            | [ * 27 ] |
| 2017年（平成29年） | 5,854            | [ * 28 ] |
| 2018年（平成30年） | 5,822            |          |
| 2019年（令和元年） | 5,563            |          |

## 相鄰車站
※特急「潮騷」的相鄰停靠站參見該列車條目。
東日本旅客鐵道（JR東日本）
■總武本線
■快速（只限上行1班運行）
佐倉（JO 33） ← 八街 ← 成東
■普通（各站停車）
榎戶－八街－日向

### 使用情況
1. ↑  千葉県統計年鑑 （页面存档备份，存于） - 千葉県
2. ↑  八街市統計書 （页面存档备份，存于） - 八街市

JR東日本2000年度以後上車人次
1. ↑  各駅の乗車人員（2000年度） （页面存档备份，存于） - JR東日本
2. ↑  各駅の乗車人員（2001年度） （页面存档备份，存于） - JR東日本
3. ↑  各駅の乗車人員（2002年度） （页面存档备份，存于） - JR東日本
4. ↑  各駅の乗車人員（2003年度） （页面存档备份，存于） - JR東日本
5. ↑  各駅の乗車人員（2004年度） （页面存档备份，存于） - JR東日本
6. ↑  各駅の乗車人員（2005年度） （页面存档备份，存于） - JR東日本
7. ↑  各駅の乗車人員（2006年度） （页面存档备份，存于） - JR東日本
8. ↑  各駅の乗車人員（2007年度） （页面存档备份，存于） - JR東日本
9. ↑  各駅の乗車人員（2008年度） （页面存档备份，存于） - JR東日本
10. ↑  各駅の乗車人員（2009年度） （页面存档备份，存于） - JR東日本
11. ↑  各駅の乗車人員（2010年度） （页面存档备份，存于） - JR東日本
12. ↑  各駅の乗車人員（2011年度） （页面存档备份，存于） - JR東日本
13. ↑  各駅の乗車人員（2012年度） （页面存档备份，存于） - JR東日本
14. ↑  各駅の乗車人員（2013年度） （页面存档备份，存于） - JR東日本
15. ↑  各駅の乗車人員（2014年度） （页面存档备份，存于） - JR東日本
16. ↑  各駅の乗車人員（2015年度） （页面存档备份，存于） - JR東日本
17. ↑  各駅の乗車人員（2016年度） （页面存档备份，存于） - JR東日本
18. ↑  各駅の乗車人員（2017年度） （页面存档备份，存于） - JR東日本
19. ↑  各駅の乗車人員（2018年度） （页面存档备份，存于） - JR東日本
20. ↑  各駅の乗車人員（2019年度） （页面存档备份，存于） - JR東日本

千葉縣統計年鑑
1. ↑  .   [2020-07-13]. （原始内容存档于2020-01-08）.
2. ↑  .   [2020-07-13]. （原始内容存档于2020-01-08）.
3. ↑  .   [2020-07-13]. （原始内容存档于2020-01-08）.
4. ↑  .   [2020-07-13]. （原始内容存档于2020-01-08）.
5. ↑  .   [2020-07-13]. （原始内容存档于2020-01-08）.
6. ↑  .   [2020-07-13]. （原始内容存档于2020-01-08）.
7. ↑  .   [2020-07-13]. （原始内容存档于2020-01-08）.
8. ↑  .   [2020-07-13]. （原始内容存档于2020-01-08）.
9. ↑  .   [2020-07-13]. （原始内容存档于2020-01-08）.
10. ↑  .   [2020-07-13]. （原始内容存档于2020-11-21）.
11. ↑  .   [2020-07-13]. （原始内容存档于2020-11-21）.
12. ↑  .   [2020-07-13]. （原始内容存档于2020-01-08）.
13. ↑  .   [2020-07-13]. （原始内容存档于2020-01-08）.
14. ↑  .   [2020-07-13]. （原始内容存档于2020-01-08）.
15. ↑  .   [2020-07-13]. （原始内容存档于2020-01-08）.
16. ↑  .   [2020-07-13]. （原始内容存档于2020-01-08）.
17. ↑  .   [2020-07-13]. （原始内容存档于2020-01-08）.
18. ↑  .   [2020-07-13]. （原始内容存档于2020-01-08）.
19. ↑  .   [2020-07-13]. （原始内容存档于2020-04-24）.
20. ↑  .   [2020-07-13]. （原始内容存档于2020-04-24）.
21. ↑  .   [2020-07-13]. （原始内容存档于2020-04-24）.
22. ↑  .   [2020-07-13]. （原始内容存档于2020-04-24）.
23. ↑  .   [2020-07-13]. （原始内容存档于2020-04-24）.
24. ↑  .   [2020-07-13]. （原始内容存档于2020-04-24）.
25. ↑  .   [2020-07-13]. （原始内容存档于2020-04-24）.
26. ↑  .   [2020-07-13]. （原始内容存档于2017-08-11）.
27. ↑  .   [2020-07-13]. （原始内容存档于2020-04-24）.
28. ↑  .   [2020-07-13]. （原始内容存档于2020-04-24）.

## 外部連結
- 車站資訊（八街）：東日本旅客鐵道